# Кочмас (приток Емцы)
Кочмас — река в России, протекает по территории Плесецкого района и городского округа «Мирный» Архангельской области. Устье ручья находится в 134 км по правому берегу реки Емца. Длина ручья составляет 37 км.

## Данные водного реестра
По данным государственного водного реестра России относится к Двинско-Печорскому бассейновому округу, водохозяйственный участок реки — Северная Двина от впадения реки Вага и до устья, без реки Пинега, речной подбассейн реки — Северная Двина ниже места слияния Вычегды и Малой Северной Двины. Речной бассейн реки — Северная Двина.
Код объекта в государственном водном реестре — 03020300412103000033508.